# Макартур, Эмбер
Эмбер Дон Макартур (англ. Amber Dawn MacArthur) — канадская телеведущая, автор двух книг-бестселлеров и основной докладчик, также бывшая соведущая программ BNN App Central и Bloomberg Brink, Call for Help на G4techTV и The Social Hour на TWiT. В 2008 году она была самой популярной канадской телеведущей в Twitter. В 2018 году она была названа одной из 30 вдохновляющих женщин, которые меняют мир к лучшему в сфере технологий.
В настоящее время она является соведущей серии подкастов об искусственном интеллекте The AI Effect 2018, где она берёт интервью у таких известных гостей, как премьер-министр Трюдо и мэр Джон Тори. Эмбер является президентом цифровой медиа-компании AmberMac Media.
Макартур была продюсером и соведущей своего собственного видеоподкаста commandN, а также вела его на Torrent и Gadgets and Gizmos для G4techTV Canada. Макартур больше года проработала на телеканалах CityNews и CP24, а затем вернулась на принадлежащий CTV телеканал CP24 в качестве специалиста по новым медиа и была ведущей программы Webnation. Ранее она вместе со своим братом Джеффом Макартуром и Кристофером Диком вела и продюсировала шоу для Xbox под названием Girls Go Geek.

## Личная жизнь
У неё и Кристофера Дика есть сын.

## Карьера

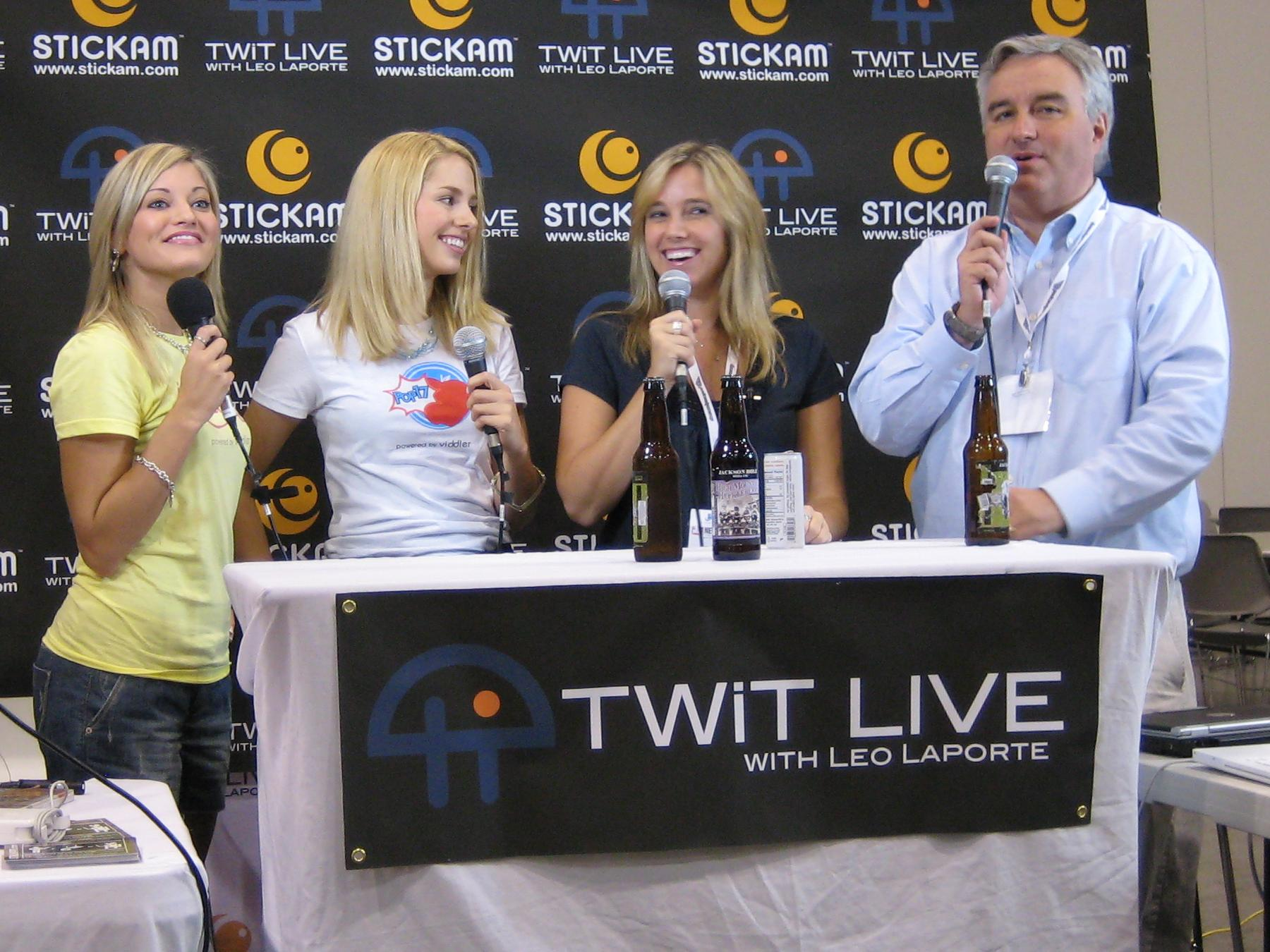
iJustine, Сара Остин, Макартур и Лео Лапорт на New Media Expo 2008

### Технологии
Макартур в течение двух лет работал в Microsoft веб-стратегом, веб-дизайнером в Razorfish в Сан-Франциско и членом жюри премии Webby Awards в 2000 году. Она также была директором по веб-маркетингу в HigherMarkets, где «руководила инициативами по корпоративному брендингу, юзабилити программного обеспечения и разработкой онлайн-курсов». В 2007 году она стала соучредителем медиа-компании MGImedia Communications вместе со своим братом Джеффом.

### Телевидение
После окончания университета Макартур с апреля по июль 1999 года работала в Шарлоттауне на телеканале CBC в качестве младшего репортёра, а также на радиостанции KQED в Сан-Франциско. В июле 2002 года она стала одной из ведущих специального выпуска Discovery Channel Science on the Red Carpet вместе с Дэйвом Фоли на церемонии вручения премии Science & Technical Academy Awards. Летом 2006 года она еженедельно выходила в качестве технического обозревателя CBC Newsworld.
С августа 2004 по сентябрь 2006 года Макартур была ведущей канадской программы G4techTV под названием Torrent, которая все ещё находится в производстве. Она также была ведущей программы Gadgets and Gizmos для канадского канала.
28 августа 2006 года Макартур объявила в своём блоге, что покидает своё место на G4techTV и больше не будет появляться в программах Call For Help, Torrent или Gadgets and Gizmos.

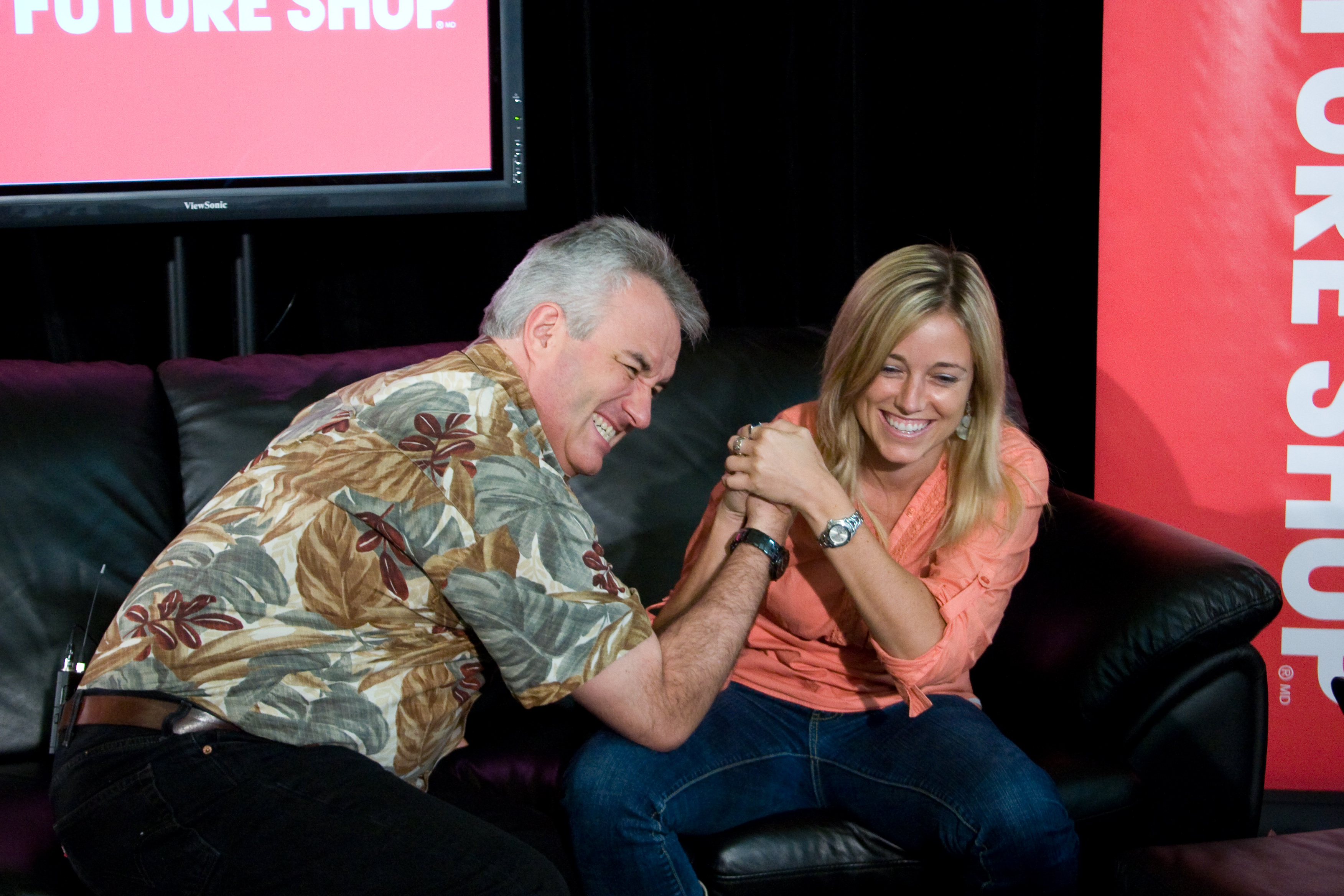
Эмбер Макартур и Лео Лапорт

### Подкастинг
В июне 2005 года Макартур запустил еженедельный видеоподкаст commandN, в котором освещались технологические тренды как онлайн, так и офлайн. Однако с июня 2013 года подкаст не выпускал ни одной серии. Коммерческое исследование показало, что commandN был пятым по популярности подкастом среди опрошенных канадцев.
До октября 2006 года она работала над подкастом Inside the Net, который затем трансформировался в net@night, а затем в Social Hour с Сарой Лэйн, прямой трансляцией в обеденное время по пятницам. Шоу было доступно в сети TWIT.tv до октября 2014 года.

### Журналистика
С лета 2006 года она ведёт ежемесячную колонку «Веб-тренды» для журнала Calgary Sun Urbane. Её цитируют ведущие канадские газеты, когда им требуется эксперт. Журнал Now назвал её «Лучшей личностью-гиком» в 2006 году.

### Интервью
- Chris Hogg, «Digital Journal TV: Up Close and Personal With Internet Star Amber MacArthur», Digital Journal, 19 January 2008.